# فیلوکتتس ۱۸۶۹

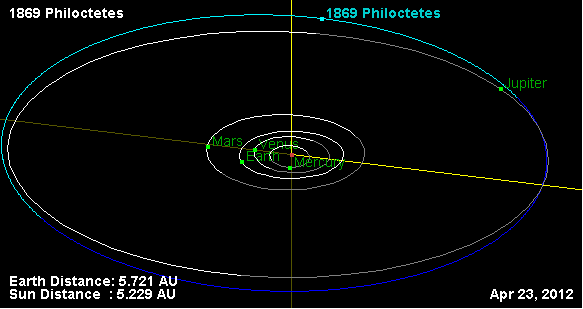
نمایی از محل قرارگیری سیارک فیلوکتتس ۱۸۶۹ در مدار – ۲۰۱۲

سیارک ۱۸۶۹ (به انگلیسی: 1869 Philoctetes، نامگذاری:4596P-L) هزار و هشتصد و شصت و نهمین سیارک کشف شده‌است که در ۲۴ سپتامبر ۱۹۶۰ کشف شد.
قدر مطلق سیارک برابر ۱۱٫۰۰ است.